# Le Cas de madame Luneau
Le Cas de Mme Luneau est une nouvelle de Guy de Maupassant, parue en 1883.

## Historique
Le Cas de Mme Luneau est initialement publiée dans la revue Gil Blas du 21 août 1883, sous pseudonyme Maufrigneuse, puis dans le recueil Les Sœurs Rondoli en 1884.
La nouvelle est dédiée à Georges Duval.

## Résumé
Le juge de paix appelle l’affaire de M. Hyppolyte Lacour, père de huit enfants, sacristain et quincailler, contre Mme Céleste-Césarine Luneau, veuve et enceinte.
M. Lacour raconte comment il a été abordé, il y a neuf mois, par la dame : elle a promis de lui donner cent francs pour qu'il lui fasse un enfant, car veuve depuis une semaine, elle pourrait garder la fortune de son mari si elle accouchait dans les dix mois après le décès de celui-ci. M. Lacour a satisfait les désirs de Mme Luneau, mais elle lui refuse aujourd'hui sa promesse.
Mme Luneau a une autre version des faits : l'enfant qui va naître n'est pas de M. Lacour. En effet, ayant appris que M. Lacour est cocu et que ses enfants ne sont pas de lui, elle a, par précaution, fait appel aux services de six autres hommes. Ils viennent témoigner et présument tous être le père de l'enfant. Si Mme Luneau ne sait pas de qui est l'enfant, elle sait en tout cas que M. Lacour est un « impuissant » et un « flibustier ».
Le juge estime entière la bonne foi de M. Lacour, mais lui conteste son droit à s'être engagé d'une pareille façon, puisqu'il est tenu par la loi à rester fidèle à son épouse légitime. Il condamne Mme Luneau à verser vingt-cinq francs à M. Lacour « pour perte de temps et détournement insolite ».

## Adaptation
La nouvelle est adaptée dans l'épisode 4 de la saison 3 de la série télévisée Chez Maupassant, sous le même titre.

## Éditions
- Le Cas de Mme Luneau, dans Maupassant, Contes et Nouvelles, tome I, texte établi et annoté par Louis Forestier, éditions Gallimard, Bibliothèque de la Pléiade, 1974  (ISBN 978 2 07 010805 3).